# Aglaia scortechinii
Aglaia scortechinii là một loài thực vật]] thuộc họ Meliaceae. Loài này có ở Brunei, Indonesia, và Malaysia.